# Ouette

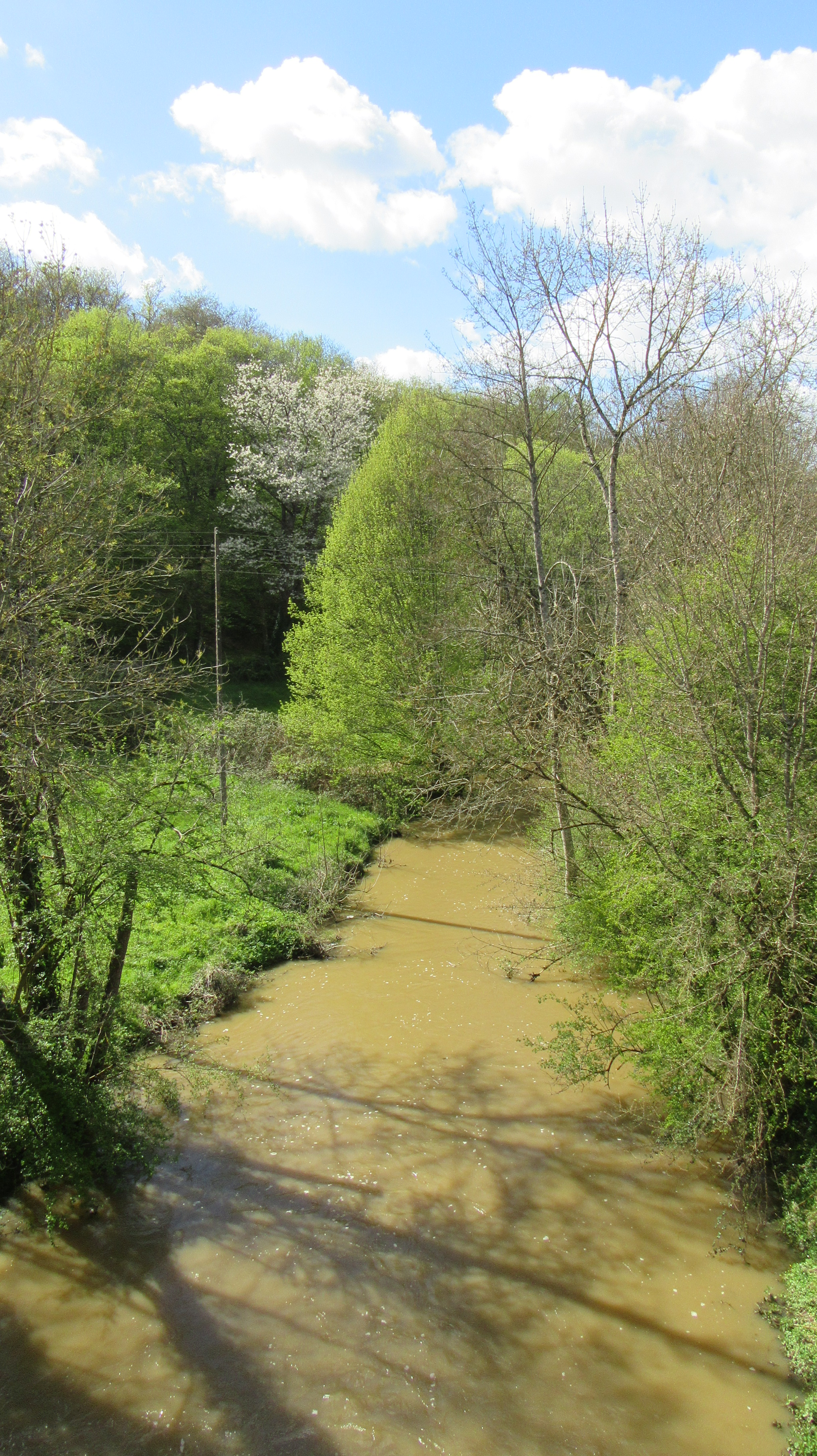
Entrammes

Die Ouette ist ein Fluss in Frankreich, der im Département Mayenne in der Region Pays de la Loire verläuft. Sie entspringt im Gemeindegebiet von La Chapelle-Rainsouin, entwässert generell in südwestlicher Richtung und mündet nach rund 35 Kilometern im Gemeindegebiet von Entrammes als linker Nebenfluss in die Mayenne.

## Orte am Fluss
- La Chapelle-Rainsouin
- Bourg-de-Nuillé, Gemeinde Soulgé-sur-Ouette
- Parné-sur-Roc